# Stade de Limbé
Le Stade Omnisport de Limbé (en anglais : Limbe Omnisports Stadium) est un stade de football situé à Limbé dans la région du Sud-Ouest du Cameroun. Construit en 2012, dans le quartier de Ngueme de la ville sur la route de la SONARA, à environ huit kilomètres du centre urbain, il a une capacité de 20 000 places assises.
À ce jour, il a déjà accueilli plusieurs compétitions africaines majeures à l'instar de la 12e édition de la CAN féminine de football en 2016 et la 6e édition du CHAN de football.

## Histoire
- En 2009[2], la construction de ce complexe sportif dans le département du Fako prend forme, à la signature d’une convention entre le Cameroun et la Chine[3].
- En 2010, la phase d’étude démarre et dure un an.
- En mars 2012, les travaux de construction commencent, avec pour date de livraison janvier 2014. Un lot d’imprévus, l’inadaptation du premier site retenu, font fixer la livraison du stade pour la fin avril 2014.

## Le stade
| \| 500 km1:18 610 000 \| Olembe (60 000) Ahmadou-Ahidjo(40 000) Japoma (50 000) Roumdé Adjia (25 000) Bafoussam (Kouekong) (20 000) Limbé (20 000) Réunification (39 000) |
| 500 km1:18 610 000 |

| 500 km1:18 610 000 |

| Stades principaux existants  |
| (40 000) Capacités d'accueil |

Construit en altitude, l’entrée principale donne une vue sur l’océan atlantique.
L’orientation de l’ouvrage respecte le critère d’alignement Nord-Sud, posture recommandée dans la construction des terrains de football et qui équilibre la propagation des rayons solaires sur les athlètes et favorise le respect de l’équité sportive. 
Projet clé en main, c’est la société chinoise China National Machinery and Equipment Import and Export Corporation (CMEC) qui a réalisé ce stade.
L’édifice est construit de manière que les spectateurs n’aient pas de contacts non prévus avec les athlètes. Chaque groupe peut agir dans sa zone sans interférer l’activité de l’autre.

### Équipements et infrastructures
- La Pelouse est en gazon naturel
- Piste d’athlétisme
- 28 issues[5]
- Les sièges sont en plastique dans les tribunes
- Le stade est conforme aux nouvelles normes de la FIFA
- Des voies d’accès pour les handicapés et des toilettes adaptées.
- La zone de presse réservée aux journalistes avec salles de travail, points multimédias, etc.
- Une zone VIP censée pour les délégations et les hautes personnalités.
- Une zone est réservée aux organisateurs d’événements
- Une autre pour les athlètes et les responsables qui les accompagnent.
- Chaque zone dispose de ses propres toilettes et ces différentes toilettes - pour hommes et pour dames - correspondent à la capacité d’accueil de la zone.
- L’éclairage de la pelouse est assurée par quatre pylônes alimentés chacun par un générateur électrique autonome.

Un avenant de contrat signé avec la China Machinery Engineering Corporation (CMEC) pour le Stade de Limbé prévoit de construire 
- une piste d’athlétisme,
- un sautoir,
- des aires de lancers à l’intérieur de ce stade
- aux alentours, des terrains d’entraînements de football, des terrains de volley-ball, basket-ball et de handball.

#### Accès au stade, parking et stade annexe
Les accès et voies de contournement, les parkings sont livrés en juillet 2016. Le stade annexe est en construction.

## CAN 2021
Le stade est sélectionné pour héberger une poule de la compétition africaine de la CAN 2021 en janvier et février 2022.
Les matches du groupe F de CAN 2021, se dérouleront du 01 au 20 janvier 2022 au Stade de Limbé a Limbé. Le groupe est composé de la Gambie, du Mali, de la Mauritanie et de la Tunisie. 